# Rosa Zarate (ort i Ecuador)
Rosa Zarate är en ort i Ecuador.   Den ligger i provinsen Esmeraldas, i den nordvästra delen av landet, 120 km nordväst om huvudstaden Quito. Rosa Zarate ligger 176 meter över havet och antalet invånare är 42 121.
Terrängen runt Rosa Zarate är huvudsakligen platt. Rosa Zarate ligger uppe på en höjd. Runt Rosa Zarate är det ganska glesbefolkat, med 48 invånare per kvadratkilometer. Det finns inga andra samhällen i närheten. Omgivningarna runt Rosa Zarate är en mosaik av jordbruksmark och naturlig växtlighet.